# وستگیرردی
وستگیرردی (به ایتالیایی: Vastogirardi) یک کومونه در ایتالیا است که در استان ایسرنیا واقع شده‌است.

## خصوصیات
وستگیرردی ۶۰٫۹ کیلومترمربع مساحت و ۷۸۹ نفر جمعیت دارد و ۱٬۲۰۰ متر بالاتر از سطح دریا واقع شده‌است.